# Iatrochemie
Die Iatrochemie  – abgeleitet von griechisch ιατρός
(iatrós = „Arzt“) und χημεία (chemeia = wörtlich „die Kunst der [Metall]gießerei“, „Chemie“) – und auch als Chemiatrie, Chemiatrik oder Chymiatrie (von lateinisch chymiatria, bei Alsted auch medicina chymica und chymia medica genannt) bezeichnet, ist eine insbesondere von Paracelsus im 16. Jahrhundert verbreitete Nutzbarmachung der Alchemie (als Grundlage zur Herstellung möglichst reiner Heilmittel) für die Medizin. Die Chymiatrie mit der vermehrten Einbringung chemisch-mineralischer Stoffe in den Arzneimittelschatz (Materia medica) ist die historische Vorstufe der pharmazeutischen Chemie und damit wie spätmittelalterliche Schriften der Alchemia medica und Ars destillatorio von Einfluss auf die Entstehung der modernen Pharmakotherapie gewesen.
Paracelsus unternahm den Versuch, einen genauen Zusammenhang zwischen einem Medikament und der Krankheit, die damit behandelt wurde, herzustellen. Dazu formulierte er seine Lehre vom Mikrokosmos (Welt des Winzigkleinen) – der Mensch, und dem Makrokosmos (Welt des Riesiggroßen) – seine Umwelt. Beides bestehe aus den gleichen Substanzen und deshalb entstünde die Krankheit, wenn das „äußere“ Mineral seinen Zwilling im Körper entzündet und so die Krankheit zum Ausbruch bringt. Die Behandlung bestand darin, aus dem verursachenden Mineral ein Heilmittel herzustellen und es dem Patienten zu verabreichen. Die Herstellung dieser reinen Heilmittel (als vor allem durch „Sublimation“ und „Destillation“ von unreinen „Schlacken“ befreite, von ihm arcana genannte Wirkstoffe) erfolgte mit alchemistischen Methoden, von Paracelsus auch Spagyrik genannt. Dem Leitprinzip der Chemiatrie separatio puri ab impuro, wie es mit den Destillationsmethoden bei Michael Puff, Hieronymus Brunschwig oder Johannes de Rupescissa bereits verbreitet wurde, verhalf Paracelsus zum endgültigen Durchbruch.
Diese Lehre konnte sich nicht durchsetzen, weil aus seinen Schriften nicht hervorging, wie eine Krankheit genau ihrer mineralischen Ursache zuzuordnen sei. Johan Baptista van Helmont (1577–1644) versuchte diese Theorie weiterzuentwickeln, scheiterte aber an demselben Problem. Die Rezepturen des Paracelsus waren wirksam und setzten sich durch, die Theorie dazu jedoch nicht.
Die Forschungsergebnisse von van Helmont führten allerdings zur Entstehung der Iatrochemischen Schule im 16. und 17. Jahrhundert mit den Exponenten Franciscus Sylvius (eigentlich Franz de le Boë, 1614–1672). der eine Lehre von den sauren und alkalischen Schärfen des Blutes entwarf, und dem Engländer Thomas Willis (1621–1675). Sie reformulierten die galenische Lehre der Gegensätze in chemischer Terminologie als „Säure“ und „Alkali“ und versuchten, Physiologie und Pathogenese anhand dieser chemischen Gegensätze zu erklären.
Im Gegensatz zur rein chemischen Deutung aller biologischen und pathologischen Phänomene durch die Iatrochemiker (oder Chemiater) wollten die Iatrophysiker als Vertreter der Iatrophysik die Phänomene der Lebensvorgänge (Physiologie) rein physikalisch erklären.
Erste Lehrstühle für Iatrochemie an deutschen Universitäten wurden im 17. Jahrhundert eingerichtet:
- 1609: Berufung von Johannes Hartmann zum Professor der Chymiatrie an der Universität Marburg,
- 21. Februar 1641: Berufung von Werner Rolfinck zum Professor für Iatrochemie an der Universität Jena.

Wichtige frühe Vertreter der Iatrochemie (Chemiatrie) waren Johan Baptista van Helmont, Martin Ruland der Ältere und Martin Ruland der Jüngere. Weitere frühe akademische Vertreter der Chemiatrie waren Johannes Hartmann, Daniel Sennert und Andreas Libavius sowie Joachim Tancke und Johannes Hiskias Cardilucius († 1697, Herausgeber einer 1676 in Nürnberg erschienenen Wunderarznei, eine Sammelhandschrift alchemischen Inhalts, welche die Consideratio von Johannes de Rupescissa enthält.) Im Laufe des 17. Jahrhunderts stellte insbesondere Sylvius die Iatrochemie auf eine rationalere Basis.
Die Verknüpfung der Chemie mit der Medizin bzw. Pharmazie wurde erst im 18. Jahrhundert gelockert. Im Jahr 1750 wurde an der schwedischen Universität von Uppsala der neu eingerichtete Lehrstuhl für Chemie (vertreten durch Johan Gottschalk Wallerius) in der Philosophischen Fakultät eingerichtet, sehr zum Missfallen der Mitglieder der Medizinischen Fakultät. Hintergrund für diese Entscheidung waren wirtschaftliche Interessen: Man versprach sich mehr wirtschaftlichen Nutzen von einer wissenschaftlichen Unterstützung des Bergbaus.
Auch seitens der Medizin wurde die Iatrochemie zunehmend durch die insbesondere durch Herman Boerhaave in Holland, Friedrich Hoffmann in Deutschland und Thomas Sydenham in England vertretene rationell-empirische Medizin verdrängt.
Siehe auch:
- Iatromathematik